# (10304) Iwaki
(10304) Iwaki (1989 SY) – planetoida z pasa głównego asteroid okrążająca Słońce w ciągu 4,11 lat w średniej odległości 2,57 j.a. Odkryta 30 września 1989 roku.